# Alkmaar (gemeente)

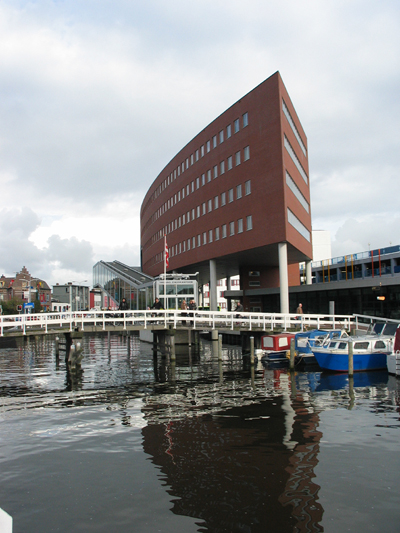
Het stadskantoor van Alkmaar, het oude stadhuis in de binnenstad is nog steeds in gebruik, maar de meeste publieksfuncties zijn naar het nieuw gebouwde stadskantoor langs het Noordhollandsch Kanaal verplaatst. In de volksmond heet het pand ook wel "het schip".

Alkmaar (uitspraakⓘ) is een gemeente in de Nederlandse provincie Noord-Holland. De gemeente telt 112.304 inwoners en heeft een totale oppervlakte van 117,35 km², waarvan 110,46 km² land en 6,89 km² water (22 november 2024, bron: CBS).
De gemeente bestond tot eind 2014 uit de stad Alkmaar, (sinds oktober 1972) Oudorp en een deel van Koedijk en Sint Pancras. Sinds 2015 omvat de gemeente Alkmaar ook het grondgebied van de voormalige gemeenten Schermer en Graft-De Rijp. Sinds de fusie is de gemeente Alkmaar een fractie kleiner dan het aangrenzende Bergen, waarvan het gemeentehuis in de gemeente Alkmaar ligt. Zowel voor als na de fusie is Alkmaar de vijfde gemeente van Noord-Holland naar inwonertal, na Amsterdam, Haarlem, Zaanstad en Haarlemmermeer.
De gemeente ligt deels in Kennemerland en deels in West-Friesland. De stadskern van Alkmaar zelf ligt in Kennemerland, Alkmaar-Noord valt grotendeels onder West-Friesland. Het verstedelijkte gebied om Alkmaar neemt in de regio een belangrijke plaats in. Het vormt het centrum van het stedelijk gebied Alkmaar, met circa 300.000 inwoners. Met de omliggende gemeenten Bergen, Castricum, Dijk en Waard, Heiloo en Uitgeest wordt samengewerkt als Regio Alkmaar. De intentie was dat Heerhugowaard, Alkmaar en Langedijk het middelpunt zouden vormen onder de naam HAL-stad, en dat omringende gemeentes op verscheidene manieren zouden meewerken onder de naam BUCH-gemeentes (Bergen, Uitgeest, Castricum en Heiloo). De HAL-stad wordt nu 'Streekstad' genoemd.

## Fusies

### Fusie op 1 januari 2015
Op 15 maart 2012 werd bekend dat de gemeente Graft-De Rijp met de gemeente Alkmaar wilde fuseren. Zij verkoos Alkmaar boven de gemeente Zaanstad. Deze keuze was opvallend omdat de gemeente niet aan Alkmaar grensde. Op 21 juni 2012 werd bekend dat ook de gemeente Schermer met de gemeente Alkmaar wilde fuseren. Schermer verkoos Alkmaar boven de gemeente Heerhugowaard. Er is korte tijd sprake van geweest dat het dorp Oterleek mogelijk niet met Alkmaar zou gaan fuseren, echter na een onderzoek onder inwoners van Oterleek bleek dat een meerderheid toch met Alkmaar en niet met Heerhugowaard samen wilde gaan. De fusie tussen Alkmaar, Schermer en Graft-De Rijp kreeg in januari 2015 haar beslag.

### Overzicht fusies
1812 Broek op Langedijk
- Broek op Langedijk
- Oudorp

1817 Oudorp
- afscheiding van Broek op Langedijk

1-1-1970 Graft-De Rijp
- De Rijp
- Graft

1-1-1970 Schermer
- Oterleek
- Schermerhorn
- Zuid- en Noord-Schermer

1-10-1972 Alkmaar
- Alkmaar
- Koedijk (gedeeltelijk)
- Oudorp

1-1-1979 Schermer
- Schermer
- Ursem, Polder O

1-1-1993 Graft-De Rijp
- Graft-De Rijp
- Markenbinnen (was gemeente Uitgeest)
- Starnmeer (was gemeente Akersloot)

1-1-1993 Schermer
- Schermer
- Zuidschermer (was gemeente Akersloot)

1-1-2015 Gemeente Alkmaar
- Alkmaar
- Graft-De Rijp
- Schermer

### Kernen
| Plaatsnaam       | voormalige gemeente | inwoners (1 januari 2023) |
| ---------------- | ------------------- | ------------------------- |
| Alkmaar          |                     | 92.675                    |
| Driehuizen       | Schermer            | 240                       |
| Graft            | Graft-De Rijp       | 885                       |
| Grootschermer    | Schermer            | 715                       |
| Koedijk (deels)  |                     | 2.675                     |
| Markenbinnen     | Graft-De Rijp       | 320                       |
| Noordeinde       | Graft-De Rijp       | 85                        |
| Oost-Graftdijk   | Graft-De Rijp       | 140                       |
| Oterleek         | Schermer            | 630                       |
| Oudorp           |                     | 665                       |
| De Rijp          | Graft-De Rijp       | 4.395                     |
| Schermerhorn     | Schermer            | 1.260                     |
| Starnmeer        | Graft-De Rijp       | 220                       |
| Stompetoren      | Schermer            | 2.135                     |
| Ursem (Polder O) | Schermer            | 2.995                     |
| West-Graftdijk   | Graft-De Rijp       | 755                       |
| Zuidschermer     | Schermer            | 650                       |

1. ↑  Inclusief het gedeelte in de gemeente Dijk en Waard
2. ↑  Inclusief het gedeelte in de gemeente Koggenland

Buurtschappen in de gemeente Alkmaar:
| Buurtschap          | ingedeeld bij plaats |
| ------------------- | -------------------- |
| Bergermeer          | Alkmaar              |
| Kogerpolder (deels) | Starnmeer            |
| Omval               | Alkmaar/Stompetoren  |
| Nieuwpoort          | Alkmaar              |
| (De) Nollen         | Alkmaar              |
| De Weijdt           | Koedijk              |

## Politiek en bestuur

### Burgemeester
De partijloze Anja Schouten is burgemeester sinds 23 juni 2021.

### Gemeenteraad
Samenstelling van de gemeenteraad en colleges sinds 1986:
| Partij                               | 1986  | 1990  | 1994  | 1998  | 2002  | 2006  | 2010  | 2014* | 2018  | 2022  |
| ------------------------------------ | ----- | ----- | ----- | ----- | ----- | ----- | ----- | ----- | ----- | ----- |
| D66                                  | 1     | 6     | 5     | 3     | 1     | 1     | 4     | 4     | 4     | 5     |
| Onafhankelijke Partij Alkmaar (OPA)  | -     | -     | -     | -     | 8     | 5     | 7     | 10    | 6     | 5     |
| GroenLinks                           | -     | 5     | 5     | 5     | 3     | 3     | 4     | 4     | 6     | 5     |
| Belangen Alkmaarse Samenleving (BAS) | -     | -     | -     | -     | -     | -     | -     | -     | 2     | 4     |
| VVD                                  | 5     | 4     | 5     | 6     | 4     | 4     | 4     | 5     | 6     | 4     |
| PvdA                                 | 12    | 9     | 7     | 9     | 8     | 11    | 7     | 6     | 4     | 3     |
| CDA                                  | 7     | 8     | 7     | 6     | 6     | 4     | 3     | 5     | 4     | 3     |
| Leefbaar Alkmaar (LA)                | -     | -     | -     | -     | 4     | 2     | 3     | 3     | 2     | 3     |
| PvdD                                 | -     | -     | -     | -     | -     | -     | -     | -     | 2     | 2     |
| SeniorenPartij Alkmaar (SPA)         | -     | -     | -     | -     | -     | -     | -     | 2     | 2     | 2     |
| FVD                                  | -     | -     | -     | -     | -     | -     | -     | -     | -     | 1     |
| SP                                   | -     | -     | 2     | 4     | 3     | 5     | 3     | -     | -     | 1     |
| ChristenUnie                         | -     | -     | -     | -     | -     | -     | -     | -     | 1     | 1     |
| TON                                  | -     | -     | -     | -     | -     | -     | 2     | -     | -     | -     |
| Om Alkmaar (OMA)                     | -     | -     | -     | -     | -     | 1     | -     | -     | -     | -     |
| Stadsbelang                          | 9     | 5     | 5     | 4     | -     | -     | -     | -     | -     | -     |
| CP'86                                | -     | -     | 1     | -     | -     | -     | -     | -     | -     | -     |
| PSP-PPR                              | 2     | -     | -     | -     | -     | -     | -     | -     | -     | -     |
| CPN                                  | 1     | -     | -     | -     | -     | -     | -     | -     | -     | -     |
| Totaal                               | 37    | 37    | 37    | 37    | 37    | 37    | 37    | 39    | 39    | 39    |
| Opkomst                              | 68,1% | 54,7% | 59,9% | 54,1% | 55,4% | 54,7% | 50,5% | 42,5% | 55,3% | 52,1% |

- Grijs: in het college. Bij een verloop geldt links voor alleen het eerste college binnen de raadsperiode, rechts voor het tweede.

## Stedenbanden
Alkmaar heeft vriendschapsbetrekkingen met de volgende steden:
- Bath (Verenigd Koninkrijk)
- Darmstadt (Duitsland)
- Troyes (Frankrijk)
- Tata (Hongarije)
- Bergama (Turkije)
- Uitenhage (Zuid-Afrika)